# U.S. Route

Kaart van het huidige U.S. Highway-netwerk.

Een U.S. Route of U.S. Highway (voluit: United States Numbered Highway) is een weg in de Verenigde Staten genummerd op basis van een nationaal stramien van highways. Een U.S. Highway kan een autosnelweg zijn, zonder gelijkvloerse kruisingen dus, maar kan evengoed uit andere wegtypes zonder gescheiden rijbanen bestaan. Vrijwel alle wegen in het U.S. Highway-netwerk zijn tolvrij, met uitzondering van enkele tunnels en bruggen.
Met name voor het doorgaande verkeer hebben de interstate highways de verkeersfunctie van U.S. Highways overgenomen.
De nummers en de locaties worden gecoördineerd door het American Association of State Highway and Transportation Officials (AASHTO).